# Kojátky
Kojátky (in tedesco Kojatek) è un comune della Repubblica Ceca facente parte del distretto di Vyškov, in Moravia Meridionale.